# 15675 Goloseevo
15675 Goloseevo (1978 SP5) là một tiểu hành tinh vành đai chính được phát hiện ngày 27 tháng 9 năm 1978 bởi L. I. Chernykh ở Đài vật lý thiên văn Crimean.